# Pentagonia sanblasensis
Pentagonia sanblasensis är en måreväxtart som beskrevs av Charlotte M. Taylor. Pentagonia sanblasensis ingår i släktet Pentagonia och familjen måreväxter.
Artens utbredningsområde är Panamá. Inga underarter finns listade i Catalogue of Life.